# Лам Чінґ-Янґ
Лам Чінґ-Янґ (Китайська мова: 林正英; Ютпхін: lam4 zing3 jing1; народжений Лам Гун-бо (林根寶); 27 грудня 1952 — 8 листопада 1997) — гонконгський каскадер, актор, майстер бойових мистецтв та режисер бойовиків. Як практикуючий майстра бойових мистецтв, Лам знявся в низці відомих фільмів, які знайшли визнання за межами Гонконгу, зокрема «Зустрічі моторошних людей», «Блудний син», «Герої не проливають сліз» та його найвідоміша роль у фільмі «Містер Вампір».